# Phyllanthus aridus
Phyllanthus aridus är en emblikaväxtart som beskrevs av George Bentham. Phyllanthus aridus ingår i släktet Phyllanthus och familjen emblikaväxter. Inga underarter finns listade i Catalogue of Life.